# Joan Bosch Palau
Joan Bosch Palau, también Juan Bosch (Valls, Tarragona, 31 de mayo de 1925-Barcelona, 17 de noviembre de 2015) fue un director de cine y guionista español. Dirigió películas desde 1957 (Sendas marcadas) hasta 1983 (Un Rolls para Hipólito). Participó en el guion, solo y en colaboración con otros, de varias películas ajenas y de muchas de las propias. También dirigió algunos cortometrajes.

## Biografía

### Infancia y juventud
Hijo de Joan Bosch Dalmau y Maria Palau Estrada, su infancia transcurre en su ciudad natal, a excepción de un par de años en que su familia se trasladó a Riudoms (1933-1935), intervalo tras el cual vuelve a Valls, donde pasó la Guerra Civil. La entrada de las tropas franquistas en la población provoca el éxodo de la familia, instalándose en Sabadell.
Allí empezó a aficionarse a la lectura de obras teatrales, llegando a escribir algunas (calificadas por el mismo autor como «posiblemente malísimas»). También colaboró en el Diario de Sabadell escribiendo artículos y, gracias a una entidad local (Amics del Cinema) conoce a gente del mundo cinematográfico, empezando a leer libros de dicha temática con gran avidez.
En 1944 conoce a Jacinto Goday, un arquitecto que iba a rodar su primera película. Este y el productor le ofrecieron a Joan Bosch colaborar en el proyecto como ayudante de dirección aceptando este gustosamente. El trabajo se prolongó en el tiempo y cuando Joan Bosch marchó en mayo de 1946 a Marruecos para hacer el servicio militar la película aún no se había terminado. Aquella película acabaría titulándose Las aventuras del capitán Guido (1946).

### Primeros trabajos
Tras la conclusión de su estancia en el ejército y su vuelta a casa, decide marchar a Madrid, donde permanecerá desde septiembre de 1949 hasta finales de 1951. Allí colabora como guionista en tres películas gracias a Antonio del Amo, a quien ya conocía de su anterior estancia en Barcelona. Gracias a la película Día tras día (1950, Antonio del Amo) consigue ciertos beneficios económicos y vuelve a Sabadell.
En 1952 produce, escribe y dirige conjuntamente con Josep Maria Forn el cortometraje Gaudí, y al año siguiente contrae matrimonio con Nativitat Sans Solé. En 1954 trabaja como guionista para una película de Miguel Iglesias, colaboración que se repite en cuatro películas más del mismo realizador.

### Director

#### Inicios y años 60
En 1957 empezó a dirigir su primer largometraje (Sendas marcadas), aunque por problemas de financiación no fue acabado hasta un año más tarde, estrenándose en 1959.
A esta opera prima siguieron dos películas policíacas interpretadas por Arturo Fernández, un joven e incipiente actor cuya voz sería doblada tanto en estas dos películas como en las tres siguientes comedias donde también aparece él.
Estas tres películas pertenecientes al género que después sería denominado como "comedias de playa" constituyen una mezcla de comedia y melodrama «al estilo de la novela romántica». Fueron filmadas en tres veranos consecutivos (1961-1963), y para el rodaje en exteriores fueron escogidas numerosas localizaciones de la Costa Brava y de Mallorca, desempeñando así las películas un importante papel de promoción turística. Cargadas las tres de un erotismo light, Bahía de Palma (1962) tiene el dudoso honor de ser «la primera película española donde salía una chica en biquini» (Elke Sommer).
En esta película también aparece Cassen, quien será el protagonista de sus dos siguientes películas (El castigador, 1965 y El terrible de Chicago, 1967), concebidas para lucimiento del cómico y de su peculiar humor. El terrible de Chicago supuso para el director el comienzo de su relación laboral con la productora IFI, de la cual era amo y señor absoluto Ignacio F. Iquino, también natural de Valls.
Al final de los años 60 Joan Bosch dirige tres películas más: una comedia para Mary Santpere (La viudita ye-yé, 1968), que entonces era una cómica bastante popular, una comedia musical con Bruno Lomas (Chico, chica... ¡boom!, 1968) y una policíaca (Investigación criminal, 1969).

#### Años 70 y últimas películas
El principio de los años 70 suponen para Bosch el contacto con un subgénero que se había popularizado el anterior lustro con los famosos films de Sergio Leone: el spaghetti western. Llegó a dirigir durante toda la década un total de ocho de ellos, los dos primeros con IFI y los demás con diversas productoras italianas. Todas estas películas eran realizadas en régimen de coproducción, favoreciéndose así con las distintas subvenciones concedidas a este tipo de colaboraciones cinematográficas. Para la distribución de estas películas en el extranjero se cambiaban los nombres de técnicos y actores españoles por otros de fonética inglesa. Así, Joan Bosch pasaba a ser John Wood.
En 1972 y 1973 dirige dos thrillers policíacos, rodados en gran parte en el extranjero (Roma, Lisboa, Londres...) y coproducidos por empresas españolas e italianas.
En diciembre de 1973 se estrenó en Estados Unidos la película El exorcista (The Exorcist, William Friedkin), cuyo estreno en España no se produciría hasta el 1 de septiembre de 1975 por problemas con la censura. Entre estas dos fechas se produjo un boom en Europa de películas sobre este tema. Joan Bosch dirigió una de ellas en 1974, Exorcismo, estrenada al año siguiente en Barcelona. Paul Naschy (Jacinto Molina) había escrito el guion, ampliamente retocado por el director, y fue también el actor principal.
En la segunda mitad de la década, tras la muerte de Franco y con la desaparición de la censura, en el cine español se produjo un auge de comedias de enredo adornadas con desnudos femeninos (destape). Bosch se une a esta moda y dirigirá películas con títulos tan explícitos como La dudosa virilidad de Cristóbal (1975), Es pecado... pero me gusta (1977) o Cuarenta años sin sexo (1978).
En ellas aparecen actores tan famosos como Juanjo Menéndez, Arturo Fernández, Fernando Esteso, Simón Andreu, Agustín González, Carlos Larrañaga, Alfred Luchetti, Manuel Alexandre... y actrices tan conocidas como Josele Román, Amparo Moreno, Rafaela Aparicio, Sydne Rome, Laly Soldevila, Esperanza Roy, Amparo Muñoz, Mirta Miller, Rosa Valenty, etc.
En 1983 dirigió su último largometraje, una comedia titulada Un Rolls para Hipólito, con guion de Mariano Ozores para lucimiento de su hermano Antonio Ozores, de Alfredo Landa, que interpreta el personaje principal y de las actrices y sus inevitables aligeramientos de vestuario.
En su faceta de director de cortometrajes, además del ya mencionado con anterioridad (Gaudí, 1952) también dirigió dos en 1979 sobre sendos pintores catalanes (Casademont y J. Grau Garriga) y en 1986 una serie de cortos para el Ministerio del Ejército.
Serios problemas de salud motivaron que no pudiera seguir trabajando con plena dedicación, teniendo que apartarse de la dirección.

## Filmografía

### Colaboración en películas de otros directores
| Año  | Título                          | Director        | Colaboración de Joan Bosch               |
| ---- | ------------------------------- | --------------- | ---------------------------------------- |
| 1944 | Las aventuras del capitán Guido | Jacinto Goday   | Ayudante de dirección (no acreditado)    |
| 1949 | Historia de dos aldeas          | Antonio del Amo | Auxiliar de producción                   |
| 1949 | El capitán Veneno               | Luis Marquina   | Auxiliar de producción                   |
| 1950 | Día tras día                    | Antonio del Amo | Argumento, guion y ayudante de dirección |
| 1954 | El fugitivo de Amberes          | Miguel Iglesias | Guion                                    |
| 1955 | El cerco                        | Miguel Iglesias | Argumento y guion                        |
| 1956 | Veraneo en España               | Miguel Iglesias | Guion y diálogos                         |
| 1956 | Heredero en apuros              | Miguel Iglesias | Argumento y guion                        |
| 1957 | Un tesoro en el cielo           | Miguel Iglesias | Argumento y guion                        |
| 1985 | El recomendado                  | Mariano Ozores  | Argumento y guion                        |

### Películas dirigidas por Joan Bosch
| Año  | Título                              | Género           | Colaboración de Joan Bosch                 |
| ---- | ----------------------------------- | ---------------- | ------------------------------------------ |
| 1957 | Sendas marcadas                     | Multigenérica    | Coargumentista. Coguionista                |
| 1959 | A sangre fría                       | Policíaca        | Argumentista. Guionista                    |
| 1961 | Regresa un desconocido              | Policíaca        | Argumentista. Coguionista                  |
| 1961 | El último verano                    | Comedia de playa | Coargumentista. Coguionista. Codialoguista |
| 1962 | Bahía de Palma                      | Comedia de playa | Coguionista. Codialoguista                 |
| 1963 | Sol de verano                       | Comedia de playa | Argumentista. Coguionista. Codialoguista   |
| 1965 | El castigador                       | Comedia          | Argumentista. Coguionista. Codialoguista   |
| 1967 | El terrible de Chicago              | Comedia          |                                            |
| 1968 | La viudita ye-yé                    | Comedia          |                                            |
| 1968 | Chico, chica, ¡boom!                | Comedia musical  |                                            |
| 1969 | Investigación criminal              | Policíaca        |                                            |
| 1970 | La diligencia de los condenados     | Western          |                                            |
| 1970 | Abre tu fosa, amigo... llega Sábata | Western          |                                            |
| 1971 | Los buitres cavarán tu fosa         | Western          | Coargumentista. Coguionista                |
| 1971 | Una bala marcada                    | Western          | Coargumentista. Coguionista                |
| 1972 | Los mil ojos del asesino            | Policíaca        | Coargumentista. Coguionista                |
| 1973 | La muerte llama a las diez          | Policíaca        | Coargumentista. Coguionista                |
| 1973 | La caza del oro                     | Western          | Coguionista                                |
| 1974 | Tu fosa será la exacta... amigo     | Western          | Coargumentista. Coguionista                |
| 1974 | Dallas                              | Western          | Coargumentista. Coguionista                |
| 1974 | Exorcismo                           | Terror           | Coguionista                                |
| 1975 | La dudosa virilidad de Cristóbal    | Comedia          |                                            |
| 1976 | Mauricio, mon amour                 | Comedia          | Coargumentista                             |
| 1977 | Es pecado... pero me gusta          | Comedia          | Coargumentista. Coguionista                |
| 1978 | Cuarenta años sin sexo              | Comedia          | Coargumentista. Coguionista                |
| 1979 | La ciudad maldita                   | Western          | Coargumentista. Coguionista                |
| 1981 | Los locos vecinos del segundo       | Comedia          | Argumentista. Guionista. Dialoguista       |
| 1982 | Caray con el divorcio               | Comedia          | Argumentista. Guionista. Dialoguista       |
| 1983 | Un Rolls para Hipólito              | Comedia          |                                            |